# Guillermo Moscoso
Pour les articles homonymes, voir Moscoso.
Guillermo A. Moscoso (né le 14 novembre 1983 à Maracay, Aragua, Venezuela) est un lanceur de baseball droitier des BayStars de Yokohama de la Ligue centrale du Japon. Il a joué en Ligue majeure de baseball de 2009 à 2013.

## Carrière

### Rangers du Texas
Guillermo Moscoso signe son premier contrat professionnel en 2003 avec les Tigers de Detroit. Il évolue pour eux en ligues mineures sans atteindre les majeures. Le 7 décembre 2008, les Tigers cèdent Moscoso et un autre lanceur des ligues mineures, Carlos Melo, aux Rangers du Texas en retour du receveur Gerald Laird.
Lanceur partant dans les mineures, Moscoso est employé comme releveur par les Rangers, avec qui il fait son entrée dans les majeures le 30 mai 2009 face aux A's d'Oakland. Moscoso lance 14 manches en 10 sorties pour Texas en 2009, sans être impliqué dans aucune décision. Il enregistre 12 retraits sur des prises et présente une moyenne de points mérités de 3,21. Il ne lance que deux tiers de manche pour Texas en 2010.

### Athletics d'Oakland
Moscoso est échangé aux Athletics d'Oakland le 8 janvier 2011 en retour du lanceur droitier des ligues mineures Ryan Kelly. Il effectue 21 départs et 2 sorties en relève pour les Athletics en 2011 et affiche une moyenne de points mérités de 3,38 en 128 manches lancées, avec 8 victoires et 10 défaites.

### Rockies du Colorado
Le 16 janvier 2012, Moscoso et le lanceur gaucher Josh Outman sont échangés aux Rockies du Colorado contre le voltigeur Seth Smith. Sa moyenne de points mérités n'est pas très bonne pour les Rockies et elle s'élève à 6,12 en 50 manches lancées en 2012.

### Giants de San Francisco
Le 2 novembre 2012, il passe des Rockies aux Royals de Kansas City via le ballottage. Les Royals le libèrent le 13 mars 2013 durant leur camp d'entraînement. Le 16 mars, les Blue Jays de Toronto annoncent qu'ils ont réclamé Moscoso au ballottage. Le 27 mars 2013, Moscoso est réclamé au ballottage par les Cubs de Chicago. Il ne joue aucun match avec les Cubs et est transféré aux Giants de San Francisco le 26 juillet 2013.
Moscoso dispute 13 parties pour les Giants en 2013, dont deux comme lanceur partant. Gagnant de deux matchs, il encaisse deux défaites et affiche une moyenne de points mérités de 5,10 en 30 manches de travail.

### Japon
Le 26 décembre 2013, Moscoso rejoint les BayStars de Yokohama en Ligue centrale japonaise.